# Војни адвокати (10. сезона)
Десета и последња сезона серије Војни адвокати је емитована од 24. септембра 2004. године до 29. априла 2005. године и броји 22 епизоде.

## Опис
Скот Лоренс је заменио Џона М. Џексона у епизоди "Пад и одлазак (2. део)". Зои Меклилан, која се епизодно појављивала у претходне три сезоне је унапређена у главну поставу.

## Улоге
- Дејвид Џејмс Елиот као Хармон Раб мл.
- Кетрин Бел као Сара Макензи
- Патрик Лаборто као Бад Робертс
- Скот Лоренс као Питер Тарнер
- Зои Меклилан као Џенифер Коутс

## Епизоде
| Бр. у серији | Бр. у сезони | Наслов                       | Редитељ            | Сценариста                                                        | Премијерно емитовање |
| --- | ------------ | ---------------------------- | ------------------ | ----------------------------------------------------------------- | -------------------- |
| 206 | 1            | Пад и одлазак (2. део)       | Теренс О’Хара      | Стивен Зито                                                       | 24. септембар 2004.  |
| Након пензионисања адмирала Чегвидена, Старџис је постао члан САГ-а, а Мек не може да прихвати да је Клејтон Веб мртав и истражује околности његове смрти. Мек и Харм прате Веба до његове породичне куће и откривају да је агент МИ6 Сајмон Тенвир плаћени убица познат под надимком "Соко". Мек коначно раскида са Вебом заувек, не желећи да живи са лажима у њиховој вези. |              |                              |                    |                                                                   |                      |
| 207 | 2            | Сарадљиви нападачи           | Бредфорд Меј       | Дон Макгил                                                        | 1. октобар 2004.     |
| Харм и Мек истражују када је војни редов на уговор умешан у смрт војника у несрећи у "приатељској ватри" и потресени су кад су открили да је он поочасни капетан из епизоде "Путања судара". |              |                              |                    |                                                                   |                      |
| 208 | 3            | Поновљено суђење             | Џинот Шварц        | Лари Московиц                                                     | 15. октобар 2004.    |
| Харм поново отрава случај убиства од пре 22 године кад је открио доказе не само погрешног рада тужилаштва, него и доказе који откривају невиност оптуженог, који је био млади морнар у време догађаја. Мек и Бад имају посла са главним официрским намесником са четири жене и породице. |              |                              |                    |                                                                   |                      |
| 209 | 4            | Потпуно нови бејзбол         | Teренс О’Хара      | Дарси Мајерс                                                      | 29. октобар 2004.    |
| Војни пуковник је СЕКМОР бира за новог шефа САГ-а, док Харм и Мек имају посла са редовом оптуженим да је пуцао на канадски рибарски бродић. |              |                              |                    |                                                                   |                      |
| 210 | 5            | Ово је баш из Багдада        | Бредфорд Меј       | Филип Дегир мл.                                                   | 5. новембар 2004.    |
| Генерал-мајор Гордон Кресвел је именован за новог шефа САГ-а док Харм и Мек иду у Багдад да истраже ооколности смрти званичника Министарства одбране. |              |                              |                    |                                                                   |                      |
| 211 | 6            | Један велики брод            | Кенет Џонсон       | Дејна Коен                                                        | 12. новембар 2004.   |
| Питомац морнарске екипе Војне академија је испао из брода током олује и настају питања да ли је командир екипе био немаран када је наредио испловљавање по таквом времену. |              |                              |                    |                                                                   |                      |
| 212 | 7            | Камп Делта                   | Оз Скот            | Лари Московиц                                                     | 19. новембар 2004.   |
| Харм брани војног члана парламента стационираног у Гвантанамо Беју који је повредио војника током вежбе у којој су учествовали и затвореници. Бад води расправу са против-ратним грађанином, а генерал му наређује да иде на течај управљања беса. |              |                              |                    |                                                                   |                      |
| 213 | 8            | Оде комшилук                 | Дејвид Џејмс Елиот | Дарси Мајерс                                                      | 26. новембар 2004.   |
| Стара другарица Коустове и злочинка јој отежава живот док Бад брани војну авијатичарку која је учила оца како да пилотира Ф-18 који је купио. |              |                              |                    |                                                                   |                      |
| 214 | 9            | Човек на мосту               | Верн Гилам         | Дон Макгил                                                        | 10. децембар 2004.   |
| Војни командир додељен био-оружаној лабораторији нестаје, а Харм и Мек морају да раде са ФБИ-јем да би га нашли. Бад је позван да интервенише када војникиња хоће да учествује на боксерском такмичењу. |              |                              |                    |                                                                   |                      |
| 215 | 10           | Четворопроцентно решење      | Денис Смит         | Дејна Коен                                                        | 17. децембар 2004.   |
| Мек се онесвестила у саобраћајној несрећи на Бадње вече и виде се њени састанци са њеним терапеутом поручником-командиром Мекулом зајено са сећањима на њен ранији ћивот у САГ-у. |              |                              |                    |                                                                   |                      |
| 216 | 11           | Аутоматски за државу         | Keнет Џонсон       | Синопис: Филип Дегир мл. Сценарио: Филип Дегир мл. и Дарси Мајерс | 7. јануар 2005.      |
| Ф-14 који је проверавао америчко-израелски пројектилни састав се срушио близу основне школе у Калифорнији, а Харм мора да се суочи са жељним млађим официром као и са тамошњим тензијама. Бадов течај управљања беса не иде баш најбоље кад избије туча. |              |                              |                    |                                                                   |                      |
| 217 | 12           | Шести поротник               | Бредфорд Меј       | Пол Левин                                                         | 14. јануар 2005.     |
| Када истрага убиства у малој војној бази исцрпи пороту, подофицир Коутс је замољена да служи као шести и последњи поротник. |              |                              |                    |                                                                   |                      |
| 218 | 13           | Срце таме                    | Бредфорд Меј       | Пол Левин                                                         | 4. фебруар 2005.     |
| Харм и Мек су послати у Авганистан да пронађу војног капетана који је послат да пронађе Осаму Бин Ладена када је оптужен за убиство неколико грађана. Бада отац моли да му помогне да избегне војни рок кад су га мобилисали. |              |                              |                    |                                                                   |                      |
| 219 | 14           | Уклапа се за дужност         | Ренди Д. Вајлс     | Дон Макгил и Дарси Мајерс                                         | 11. фебруар 2005.    |
| Војни психолог је оптужена за немар када је пустила да се војник кога је лечила од ПТСП-а врати у борбене линије где је погинуо у борби. Бад брани војног капетана који је одбио да послуша наређења кад му је брод ударио у пристаниште. |              |                              |                    |                                                                   |                      |
| 220 | 15           | Премостити залив             | Денис Смит         | Лари Московиц                                                     | 18. фебруар 2005.    |
| Харма поново истражују када је оборио грађански авион којии је улетео у "зону забрањеног летења". поручник Грегори Вуковић се придружује екипи САГ-а и одмах запада за око Мек на погрешан начин. |              |                              |                    |                                                                   |                      |
| 221 | 16           | Проблеми у Малаки            | Ричард Комптон     | Дарси Мајерс                                                      | 25. фебруар 2005.    |
| Мек и Вуковић су послати да реше сукоб између војног брода и брода који возе модерни гусари док Бад и Харијет приређују прославу због рођења њихових близанаца. |              |                              |                    |                                                                   |                      |
| 222 | 17           | САГ: Сан Дијего              | Верн Гилам         | Синопис: Дон Макгил и Лари Московиц Сценарио: Лари Московиц       | 11. март 2005.       |
| Генерал Кресвел пребацује место досадног скупа у САГ-у у Сан Дијего. Мек и Вуковић истражују догађај у коме су учествовале жртве урагана који су се сударили са војницим који су достављали залихе. Харм мора да се суочи са личном ситуацијом када је Мети критично повређена у саобраћајној несрећи. |              |                              |                    |                                                                   |                      |
| 223 | 18           | Смрт у џамији                | Бредфорд Меј       | Стивен Зито                                                       | 1. април 2005.       |
| Харм седи поред Метиног кревета док је Вуковић послат у Ирак да брани војника који је убио наводно ненаоруђаног Ирачанина пред новинарима. Генерал Кресвел моли Мек да увери његову ћерку да не напушта војну каријеру. |              |                              |                    |                                                                   |                      |
| 224 | 19           | Два града                    | Keнет Џонсон       | Дејна Коен                                                        | 8. април 2005.       |
| Мек одлази у Ирак да истражи бомбардовање у којем је уништен одред резервиста док Харм и Бад иду у Оклахому да помогну особи са великим губитком. Ствари се закомпликују када је једини преживели из јединице оптужен за бомбардовање Војног резервистичког сентра. |              |                              |                    |                                                                   |                      |
| 225 | 20           | Непознати војник             | Мајк Ваџар         | Синопис: Ороре Ку и Стивен Лајонс Сценариста: Џозеф Ч. Вилсон     | 15. април 2005.      |
| Брат генерала Кресвела верује да су остаци непрепознатог војника из Вијетнама остаци пилота који му је спасао живот, па су Вуковић и поручник Грејвс (епизода "Аутоматски за државу") послати да нађу рођака за ДНК анализу. |              |                              |                    |                                                                   |                      |
| 226 | 21           | Тим из снова                 | Верн Гилам         | Лари Московиц и Дон Макгил                                        | 22. април 2005.      |
| Харм и Вуковић бране морнара који је оптужен за убиство из нехата због туче на броду. Мек брани морнара који је ослободио неколико делфина. На крају епизоде генерал Кресвел најављује промене у САГ-у које ће утицати на екипу сага јер је Харм прераспоређен у Лондон, а Мек у Сан Дијего. На самом крају, Харм је унапређен у капетана. |              |                              |                    |                                                                   |                      |
| 227 | 22           | Повољан ветар и пратеће море | Бредфорд Меј       | Стивен Зито                                                       | 29. април 2005.      |
| Пошто је Харм прераспоређен у Лондон, а Мек у Сан Дијего, морају да реше своја лична осећања брзо. Бад мора да одлучи шта ће са својом каријером кад су га и Харм и Мек замолили да пође са њима у њихове нове станице. Вуковићу Мек каже да га не жели у својој екипи и позван је да интервенише када се малолетник придружио војсци да би осветио смрт свог оца у Авганистану. Епизода се завршава када бад баца САГ-овачки новчић да види да ли ће Харм или Мек да одустане од своје каријере и да пође са овим другим. Исход новчића је непознат. Последња појава Хармона Раба мл., Саре Макензи, Бада Робертса, Питера Тарнера и Џенифер Коутс. |              |                              |                    |                                                                   |                      |